# Exira, Iowa
Exira là một thành phố thuộc quận Audubon, tiểu bang Iowa, Hoa Kỳ. Năm 2010, dân số của thành phố này là 840 người.

## Dân số
Dân số qua các năm:
- Năm 2000: 810 người.
- Năm 2010: 840 người.